# رنسلیر (نیویورک)
رنسلیر (به انگلیسی: Rensselaer) شهری در شهرستان رنسلیر ایالت نیویورک است که در سرشماری سال ۲۰۱۰ میلادی، ۹۳۹۲ نفر جمعیت داشته است. رنسلیر، به‌طور رسمی در تاریخ ۱۸۹۷ میلادی به‌عنوان یک شهر شناخته شد.